# Paul V. Rubow
Paul Victor Rubow (9. januar 1896 i København – 7. april 1972) var en dansk litterat og professor; bror til kunsthistorikeren Jørn Rubow.
Paul V. Rubow var søn af sundhedsminister dr.med. Viktor Rubow og dennes 1. hustru Caroline f. Roed. Han blev student i 1913 og begyndte at læse dansk, fransk og tysk, men skiftede i 1916 studium til nordisk filologi og blev mag.art. i 1919 på afhandlingen Saga og Pastiche, der indbragte ham Københavns Universitets guldmedalje. I 1916 blev Rubow medarbejder på Den danske Ordbog, og i 1921 blev han dr.phil. på afhandlingen Dansk litterær Kritik i det 19. Aarhundrede indtil 1870.
1923-25 og 1928-29 var han dansk lektor ved Sorbonne i Paris, hvor han fik lejlighed til at fordybe sig i fransk litteratur. Han blev docent i 1929 og fulgte i 1930 Vilhelm Andersen som professor i nordisk litteratur, og tre år senere overtog han Valdemar Vedels lærestol i litteraturvidenskab. Særligt Georg Brandes, Holger Drachmann og H.C. Andersen havde hans bevågenhed. Hans skrivestil var med forbillede i den franske kritiker Charles Augustin Sainte-Beuve og den franske Nobelprisvinder Anatole France, let og essayistisk. Det gjorde, at han blev læst uden for den snævert akademiske kreds.
Han var medlem af Det Kongelige Danske Videnskabernes Selskab, af Vetenskapssocieteten og Humanistiska Vetenskapssamfundet i Lund og var stiftende medlem af Selskab for dansk Kulturhistorie. Han var Ridder af Dannebrog og Dannebrogsmand.
Rubow er begravet på Holmens Kirkegård i København.

## Udvalgte publikationer
- Georg Brandes (Edda 1916)
- Dansk litterær Kritik (disputats. 1921)
- Saga og Pastiche (1923)
- H.C. Andersens Eventyr (1927)
- Georg Brandes og hans Lærere (1927)
- Litterære Studier (1928)
- Originaler og Oversættelser (1929)
- Hippolyte Taine (1930)
- Dansk Litteraturhistorie i Omrids (1931)
- Georg Brandes' Briller (1932)
- Shakespeare paa Dansk (1932)
- Vilh. Bergsøe (1948)
- Vilh. Grønbech (1948)
- Smaa kritiske Studier (1935)
- Smaa kritiske Breve (1936)
- Gejstlige og verdslige Breve (1937)
- Epistler (1938)
- Den kritiske Kunst (1938)
- Prosaens Kunst (1938)
- Scrap Book (1939)
- En theologisk Dunciade (1939)
- Reminiscenser (1940)
- Holger Drachmann I-II (1940-50)
- Perspektiver (1941)
- Reflexioner (1942)
- Kunsten at skrive (1942)
- Mit Bibliotek (1943)
- Tendenser (1944)
- Strejftog (1945)
- Betragtninger (1947)
- Victor Hugos Lyrik (1943)
- De litterære afsnit af Danske i Paris (1936 ff.)
- Rom og Danmark (1937)
- Oversættelse af Lukian: Den daarlige Bogsamler (1929)
- Oversættelse af Joubert: Tanker om Bøger og Forfattere (1930)
- Oversættelse af Ovid: Klagesange (1944), En Samling Vers (1944), Fasti (1945), Sin Faders Søn og andre Historier (1945)
- To Satirer af Juvenal (1946)
- Latinske Citater i dansk Litteratur (1946)
- Oehlenschlægers Arvtagere (1947)
- Shakespeare i Nutidsbelysning (1948)
- Napoleon III (1948)
- Shakespeare og hans Samtidige (1948)
- Sproget og Stilen (1949)
- Two Essays (1949)
- Ludvig XIV (1949)
- En Studiebog (1950)
- Søren Kierkegaard (1950)
- Shakespeares Hamlet (1951)
- Bibelsk Læsning (1951)
- Goldschmidt og Kierkegaard (1952)
- J.L. Heiberg og hans Gruppe (1953)
- Verdenslitteraturen (1953)
- Shakespeare og Boghandlerne (1954)
- Klassiske og moderne Studier (1954)
- Shakespeares Ungdomsstykker (1955)
- Kierkegaard og Kirken (1955)
- The Treasures of Israel (1955)
- Epigonerne (1956)
- Trold kan tæmmes (1957)

Har bl.a. udgivet Anders Sørensen Vedels Folkevisebog (1927) og H.C. Andersens italienske Dagbøger (sammen med Helge Topsøe-Jensen, 1947)